# Colton Iverson
Colton Miller Iverson (Aberdeen, 29 giugno 1989) è un ex cestista statunitense.

## Carriera
È stato selezionato dagli Indiana Pacers al secondo giro del Draft NBA 2013 (53ª scelta assoluta).

## Palmarès

### Squadra
- Coppa di Israele: 1

Maccabi Tel Aviv: 2016-17

### Individuale
- Basketball Champions League Second Best Team

Canarias: 2018-19